# Arenaria gypsostrata
Arenaria gypsostrata är en nejlikväxtart som beskrevs av Billie Lee Turner. Arenaria gypsostrata ingår i släktet narvar, och familjen nejlikväxter. Inga underarter finns listade i Catalogue of Life.